# المجاعة الكازاخية من 1930-1933

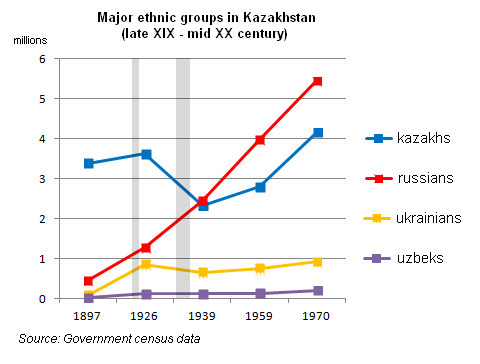
المجموعات العرقية الرئيسية في كازاخستان 1897-1970. انخفض عدد الكازاخيين والأوكرانيين في 1932-1933 بسبب المجاعة.

المجاعة الكازاخية من 1930-1933, المعروفة في كازاخستان باسم  ابادة غولشكين الجماعية ((بالقازاقية: Goloshekındik genotsıd)‏), وتعرف أيضا باسم الكارثة الكازاخية, هي مجاعة من صنع الإنسان توفي بسببها 1.5 مليون (ربما تصل إلى 2.0–2.3 مليون) شخص في كازاخستان السوفيتية، من بينهم 1.3 مليون من الكازاخيين; 38% من الشعب الكازاخي توفي بسبب المجاعة، وهي أعلى نسبة من أي مجموعة عرقية قتلت في المجاعة السوفيتية لعام 1932-1933.
كانت كازاخستان أشد المناطق المتضررة من المجاعة، من حيث النسبة المئوية، وإن كان عدد أكثر من الناس ماتوا في المجاعة الأوكرانية الكبرى التي بدأت بعدها بعام. بالإضافة إلى المجاعة الكازاخية من 1919-1922, خلال 10-15 سنة، كازاخستان فقدت أكثر من نصف سكانها بسبب تصرفات السلطة السوفياتية. بعض المؤرخين نفترض أن 42% من إجمالي سكان كازاخستان لقوا حتفهم في المجاعة. اثنين من تعدادات السكان السوفياتي تبين أن عدد الكازاخ في كازاخستان انخفض من 3,637,612 في عام 1926 إلى 2,181,520 في عام 1937.
المجاعة جعلت الكازاخ أقلية في جمهورية كازاخستان الشيوعية, واستمر الوضع على ذلك حتى تسعينات القرن العشرين حين استعاد الكازاخ الأغلبية السكانية. قبل المجاعة كان نحو 60% من سكان الجمهورية من الكازاخ، ولكن بعد المجاعة أصبحت النسبة حوالي 38% من السكان من عرقية الكازاخ.

## السياق
تعود المجاعة التي ضربت جمهورية كازاخستان السوفيتية ذاتية الحكم (ASSR) بين 1930 و1932، إلى السياسة الجمعية للاتحاد السوفييتي، وبشكل أكثر تحديدًا، الحملة الرامية إلى التوطين الكازاخستاني الواقع خلال نفس الفترة. كانت هذه المجاعة من بين المجاعات الأكثر فتكًا في الاتحاد السوفييتي، فقد أدت بشكل مباشر إلى وفاة نحو ثلث سكان كازاخستان، وتسببت أيضًا في هجرة مئات الآلاف من الناجين، كما أدت إلى التراجع السريع وغير العكوس لأسلوب حياة الارتحال لسكان سهول المنطقة.
قدّر التعداد السوفييتي لعام 1926عدد سكان كازاخستان بنحو 6.2 مليون نسمة؛ أربعة ملايين منهم كازاخستانيون، والباقي يتكون من مستعمرين أوروبيين وأقليات محلية، بما في ذلك روس وأوكرانيين وبولنديين. كان 70% من الكازاخستانيين مزارعي ماشية مرتحلين يتنقلون بين سهول ومناطق هذه الأراضي الشاسعة القاحلة وشبه القاحلة. تركزت الأنشطة الزراعية المستقرة للجنسيات الأخرى في الأراضي الغنية الصالحة للزراعة من مناطق الجمهورية الشمالية والجنوب شرقية (ألما-آتا).
أعقب تعجيل الجهود الهادفة لجعل الاتحاد السوفياتي صناعيًا، والمقدمة في الخطة الخمسية الأولى في أبريل 1929 في المؤتمر الخامس عشر للحزب الشيوعي، بعدة أشهر تحويل المناطق الريفية للنمط الجمعي، واتباع سياسة التخلص من الكولاك.
لعبت كازاخستان دورًا رئيسيًا في هذا البرنامج لسببين:
1. أراضيها المنتجة للحبوب الواقعة في المناطق الشمالية بالقرب من الحدود الروسية، حيث كان ضم هذه الأراضي للزراعة الجمعية من الأولويات.
2. أنها تمتلك مناطق قاحلة، ومناطق ذات كثافة سكانية منخفضة، تفيد كمناطق خاصة للأفراد المُرَحَّلين.

كانت نهاية فترة العشرينات من القرن العشرين تتطابق على المستوى المحلي مع إطلاق سياسة التوطين المتعمد التي تضمنت جهودًا لاستمالة السكان المرتحلين (البدو) الأكثر هشاشة للاستقرار في مناطق الكولخوز المحيطة بالسهول التي تعتبر غير مناسبة لأي نوع من الإنتاج الزراعي.
كان الغرض من هذه المزارع الجماعية الجديدة أن تعمل نظريًا كجزء من اقتصاد زراعي رعوي، يجمع بين تربية الماشية والزراعة. وقد كان هذا المشروع، الذي لم يتحقق إلا جزئيًا للغاية، عنصرًا مركزيًا في مجموعة من التدابير المتخذة للسيطرة على المجتمع الكازاخستاني البدوي وقمعه. شملت هذه السياسات حملة للقضاء على النخب الوطنية من الهيئات السياسية، ومصادرة الممتلكات من أصحابها وترحيلهم. كانت أهداف هذه السياسات أكثر الشخصيات الكاريزمية المؤثرة في المجتمع الريفي الكازاخستاني، وكان الهدف من ذلك السماح للقوى المركزية بالسيطرة على كازاخستان، حيث اعتبرت الحكومة في عام 1925غير سوفيتية بالشكل الكافي، ولا تزال تحت سيطرة العشائر والممارسات السياسية الفاسدة.
نُظِّمَت طلبات السلع -كالحبوب والثروة الحيوانية- بشكل منهجي في مناخ سياسي متوتر للغاية، وفي عام 1929، دخلت هذه التدابير حيز التنفيذ وحلت محل جهود توطين مجموعات الرحّالة الرعاة التي بدأت في 1927-1928.
انخفضت أعداد مواشي المزارعين الكازاخستانيين التي بلغ مجموعها نحو 40.5 مليون رأس بين عامي 1929 و1932من أجل توفير المناطق الحضرية. في نفس الوقت، كانت طلبات القمح تمثل نحو ثلث إجمالي إنتاج الحبوب في الجمهورية، حيث وصلت إلى مليون طن من القمح في عام 1930. كان أثر الجمع القسري للمواشي والحبوب عاملًا رئيسيًا في تفشّي المجاعة.
استقبلت هذه السياسات في البداية بموجة من المقاومة في عام 1929 من الريفيين الكازاخستانيين، لكنها تباينت حسب المنطقة واستمرت حتى عام 1931. تطورت الحركات التمردية (وحتى أنشطة حرب العصابات في منطقة مانجيشلاك) إلى أعمال شغب عرضية شارك فيها عدة آلاف من الناس، حيث اندلعت الاحتجاجات المنظمة في جميع أنحاء كازاخستان خلال السنوات الأولى من التحويل للنظام الجمعي، ولكن هذه الحركات تراجعت تدريجيًا مع ازدياد حدة المجاعة.
تسبب العوز المتزايد لاحقًا في فشل الاحتجاجات بالكامل، مما دفع رعاة السهول إلى الفرار لإنقاذ مواشيهم في موجة هجرة بدئية، وفي عام 1930، غادرت 35000 أسرة كازاخستانية، و900000 رأس من الماشية إلى الصين وإيران وأفغانستان، أو عبرت الحدود سرًا إلى الاتحاد السوفييتي.
تكثّف ذلك عام 1931، ليتزامن مع ذروة طلب على الماشية وصلت إلى معدل قياسي قدره 68.5% من إجمالي الثروة الحيوانية المتاحة، أدّى ذلك لتجريد الرحّالة الكازاخستانيين من سبل العيش، ولسعيهم صوب الحصول على أي وسيلة عيش محتملة.
وفقًا للبيانات التي جمعتها الشرطة السياسية للاتحاد السوفيتي (OGPU)في عام 1931، فر 1700000 كازاخستاني من مناطقهم الأصلية، كما قام 600000 بعبر الحدود الكازاخستانية إلى الصين ومنغوليا وأفغانستان وإيران، بالإضافة إلى جمهوريات أوزبكستان السوفيتية وقيرغيزستان وتركمانستان وطاجيكستان وروسيا للبحث عن القوت والعمالة.
ارتبطت هذه الهجرات الداخلية والخارجية بتفشي بعض الأمراض كالتيفوس، والسل، ومرض الزهري، الأمر الذي وصل إلى نسب مدمرة وتسبب في وفاة نحو 30 ٪ من السكان.
هلك أكثر من مليون شخص من المجاعة أو أثناء النزوح الجماعي في عام 1932، وعلى الرغم من الرد المتأخر والبطيء لسلطات جمهورية كازاخستان، فإن القائد الكازاخستاني ونائب رئيس جمهورية روسيا الاتحادية الاشتراكية السوفياتية (RSFSR)، تورار ريسكولوف، كان أول من أطلق ناقوس الخطر رسميًا برسالة شخصية إلى ستالين. دفعت الرسالة إلى الاعتراف الرسمي الأول بالكارثة وأدت إلى اعتماد سلسلة من الإجراءات للحد من المجاعة، وإعادة الكازاخستانيين الذين غادروا هربًا من ويلاتها.
كان الدور الأساسي لهذه السياسات هو الإشراف على إعادة 000 665 شخص، وعلى نطاق أوسع، استلزمت هذه العملية إعادة توطين السكان المتضررين من المجاعة -سواء أكانوا منفيين أم لا- في مزارع جماعية، حيث أوكل معظمهم بتربية الماشية.
وبسبب الأولويات الاقتصادية للخطة الخمسية الأولى، لعبت «الزراعة التقنية» (القطن، والتبغ، والشمندر السكري) والصناعة دورًا هامًا في عودة جزء من الكازاخستانيين إلى العمل لتلبية احتياجات قطاعات النشاط الجديدة المفضلة.
وبحلول نهاية عمليات التحويل للزراعة الجماعية، تم توطين ثلثا الناجين بسبب نقصان قطعانهم، واستحالة استئناف النشاط الرعوي في بيئة ما بعد المجاعة مباشرة، وبسبب برنامج إعادة التوطين السوفييتي.